# جدار الثعابين
جدار الثعابين (بالإنجليزية: Wall of Serpents)‏ عبارة عن قصتين خياليتين قصيرتين لمؤلفي الخيال العلمي والفانتازيا سبراغ دي كامب وفليتشر بات. نُشرت القصص في مجلتي فانتيسي فيكشن وبيوند فانتيسي فيكشن في شهري يونيو 1953 وأكتوبر 1954. نشرتها أفالون بوكس في عام 1960، وفانتازيا بريس في عام 1978، وديل بوكس في عام 1979.